# Le Courrier de la Nature
Le Courrier de la Nature est un magazine trimestriel français consacré à la nature et à sa protection. Il est édité par la Société nationale de protection de la nature et d’acclimatation de France (SNPN), association à but non lucratif  et reconnue d’utilité publique.
C'est une revue scientifique destinée à un large public. Elle compte aujourd'hui 68 pages. Elle est diffusée au numéro ou sous forme d'abonnements payants comprenant quatre numéros par an et souscrits auprès de la SNPN.

## Histoire
Le Courrier de la Nature a été créé en 1961 par le Comité d’information-diffusion de la SNPN animé par Jean-Baptiste de Vilmorin, le fils du président de l’association à cette époque, Roger de Vilmorin. La présentation officielle de la revue a eu lieu à la Foire de Paris (18-29 mai 1961) au sein du Salon international de la Nature où la SNPN proposait l’exposition « Protection de la nature ». La première série du Courrier de la Nature compte vingt numéros. En 1967 le nouveau format de la revue a inauguré aussi sa nouvelle série (du no 1 jusqu’à présent).
De 1968 à 1977, Le Courrier de la Nature s’est associé avec la Ligue pour la protection des oiseaux pour donner naissance à une publication commune intitulée Le Courrier de la Nature. L’Homme et l’Oiseau.

### Chronologie de la publication
- Été 1961- mars 1966 : Le Courrier de la Nature. Première série publiée sous le code  (ISSN 0373-9880) et numérotée de 1 à 20 avec plusieurs numéros doubles (no 4-5, 10-11, 13-14, 16-17, 19-20)[2]. La publication est trimestrielle, ou semestrielle pour les numéros doubles. Le format est de 16 × 24 cm.
- 1967-1977 : Deuxième série, qui associe, à la suite de la réflexion de l'éditorial du premier numéro sur la dispersion des efforts des protecteurs de la nature, Le Courrier de la Nature à la revue éditée par la LPO L’Homme et l'Oiseau  (ISSN 0374-809X). Cette revue commune est intitulée Le Courrier de la Nature, l’Homme et l'Oiseau, et porte le code  (ISSN 1162-4671)[3]. Le format est de 21 × 27 cm. La publication est trimestrielle. La numérotation redémarre à 1 avec le numéro double 1-2 de janvier 1967.

En 1973 (no 27), la première de couverture passe à la couleur.
- 1977 à nos jours : L'intitulé redevient Le Courrier de la Nature, le code devient  (ISSN 0011-0477), mais la numérotation continue avec le numéro 50 de juillet - août 1977. La publication devient bimestrielle.

En 1978 (no 53), les photographies des pages internes sont en couleurs.
En 1987, au 20 ans de la revue (no 107), le format passe à 21 × 29,7 cm.
Jusqu'en novembre 2022 (no 335), la publication est bimestrielle avec six numéros de 52 pages et un numéro thématique par an.
En 2023 (no 336), la revue change de formule en associant un numéro classique et un dossier thématique dans chaque numéro. La périodicité redevient trimestrielle avec quatre numéros de 68 pages par an. Le prix de chaque numéro passe également de 8€ à 14€.

## Ligne éditoriale
Revue d'information, Le Courrier de la Nature propose, sous forme d’articles de fond, un large spectre de sujets ayant comme objectif d’informer et de sensibiliser le grand public aux problèmes liés à la protection de la faune et de la flore sauvages, des milieux naturels, à la préservation de la biodiversité. À cela s’ajoutent de nombreuses rubriques couvrant l’actualité, l’analyse bibliographique, la vie de l’association et des réserves (Réserve naturelle nationale du Lac de Grand-Lieu et Réserve naturelle nationale de Camargue) dont elle est gestionnaire, ainsi qu’un agenda des diverses manifestations se rapportant à la nature.
Non subventionné, Le Courrier de la Nature est financé par les abonnements, dons et legs de ses adhérents et sympathisants. Compte tenu du statut fiscal de la SNPN, Le Courrier de la Nature ne contient pas de publicité.